# Kampf der Titanen (1981)
Kampf der Titanen (Originaltitel: Clash of the Titans) ist ein Kinofilm aus dem Jahr 1981. Der Fantasyfilm entstand unter der Regie von Desmond Davis. In den Hauptrollen sind Harry Hamlin und Judi Bowker zu sehen. Die visuellen Effekte stammen von Ray Harryhausen.

## Handlung
König Akrisios von Argos setzt seine Tochter Danaë mitsamt ihrem unehelichen Sohn Perseus in einer Holzkiste den Wellen des Meeres aus. Doch Perseus ist der Sohn des Zeus und steht daher unter seinem Schutz. Zeus weist Poseidon an, dass beide sicher auf eine Insel gelangen, wo sie glücklich leben können; Akrisios und sein Reich hingegen werden gleich nach der Untat von dem letzten der Titanen, dem Kraken (im Deutschen nur das „Seeungeheuer“ genannt) zerstört.
Perseus wächst in der Abgeschiedenheit der Insel zu einem jungen Mann heran. Weniger gut geht es Calibos, dem Sohn der Göttin Thetis. Zeus verwandelt ihn zur Strafe für seine boshaften Taten in ein hässliches Scheusal. Aus Rache bringt Thetis Perseus nach Joppe, welches von Calibos heimgesucht wird. Calibos wollte einst die Prinzessin der Stadt, Andromeda, heiraten, doch durch seinen Fluch wurde er für die Augen aller Menschen abstoßend und das Böse in ihm nur noch tiefer. Um Andromeda keinem anderen zu gönnen, stellen Thetis und Calibos eine Bedingung für jeden potentiellen Freier: jedem von ihnen wird ein Rätsel gestellt, dessen Antwort nur Calibos kennt; wer das Rätsel nicht lösen kann, muss sterben.
Um ihn zu unterstützen, schickt Zeus seinem Sohn einige magische Waffen: ein Schwert, einen Schild und einen Helm, der seinen Träger unsichtbar macht. Mit diesem dringt Perseus in den Palast ein, wo er die schlafende Andromeda antrifft und sich in sie verliebt. Doch gleich darauf wird er Zeuge, wie Andromedas Geist von einem riesigen Geier in Calibos Sümpfe gebracht wird. Mit Hilfe seines Freundes, des Hellsehers Ammon, fängt Perseus das geflügelte Pferd Pegasus und zähmt es. Im Sumpf erfährt er die Antwort auf das nächste Rätsel, wird aber von Calibos entdeckt, und es kommt zum Kampf.
Am nächsten Tag stellt sich Perseus der Herausforderung, löst das Rätsel und gewinnt Andromeda als Braut. Doch Calibos, den Perseus zwar verstümmelt,  aber nicht getötet hat, fleht seine Mutter um Beistand an. Als Andromedas Mutter Cassiopeia während der Hochzeitszeremonie die Schönheit ihrer Tochter über die von Thetis stellt, nimmt letztere dies als Vorwand, um Calibos seine Rache zu gewähren. Sie verfügt, dass Andromeda in dreißig Tagen dem Seeungeheuer geopfert werden soll.
Die einzige Möglichkeit, die Prinzessin zu retten, besteht für Perseus darin, die schreckliche Gorgone Medusa zu finden, deren Blick  alles Leben zu Stein werden lässt. Wieder unterstützen ihn die Götter bei dieser Aufgabe. Zeus befiehlt seiner Tochter Pallas Athene, Perseus ihre Eule Bubo als Führer zur Seite zu stellen. Da sich Athene aber nicht von Bubo trennen will, weist sie Hephaistos an, eine mechanische Version Bubos zu erschaffen, welche sich bald zu Perseus gesellt und ihm zur Seite steht. Trotz Calibos' Versuchen, die Aufgabe zu sabotieren, gewinnt Perseus das Haupt der Medusa, tötet Calibos und das Seeungeheuer und bekommt auf Beschluss des Zeus Andromeda als Frau.

## Produktion
- MGM stellte ein Budget von 15 Millionen US-Dollar zur Verfügung. Für Charles H. Schneer und Ray Harryhausen war es damit die teuerste ihrer bisherigen Produktionen und nach Jason und die Argonauten der zweite Film, der die griechische Mythologie zum Thema hatte. Der Film wurde 1979 gedreht. Für die Realisierung der Stop-Motion-Szenen arbeitete Harryhausen erstmals mit Jim Danforth und Steven Archer zusammen. Für Schneer und Harryhausen war es der zwölfte und letzte Film nach 26 Jahren gemeinsamer Filmarbeit.
- Der Film spielte in den USA nicht weniger als 41 Millionen US-Dollar ein und belegte Platz 13 der US-Kinocharts 1981. In Deutschland sahen den Film 989.749 Zuschauer und er belegte damit Platz 19 der deutschen Kinocharts 1981.
- Harry Hamlin lieh seine Stimme Perseus im Videospiel God of War II aus dem Jahre 2007. Das Aussehen von Perseus wurde Hamlin nachempfunden.
- Warner Bros. brachte 2010 mit Kampf der Titanen eine Neuverfilmung in die Kinos. Die Spezialeffekte wurden mit dem Computer hergestellt. Der Film wurde nach Fertigstellung in 3D umgearbeitet.
- Der Film erlebte am 12. Juni 1981 seine US-amerikanische Premiere.[3] Seine bundesdeutsche Premiere hatte er am 26. Juni 1981. Am 16. August 1985 lief der Film in den Kinos der DDR an, am 3. Januar 1987 wurde er auf DDR 1 erstmals im Fernsehen der DDR gezeigt.[4]

## Kritiken
„Trivialisierte Verfilmung griechischer Sagenmotive […]; im Stil von Fantasy-Filmen inszeniert. Die Vorlage wird, reichlich gespickt mit Zusatzattraktionen, zu einem standardisierten, allenfalls in einigen Tricksequenzen interessanten Hollywoodmärchen.“

„Im ganzen ein unterhaltsamer Ausflug in die griechische Mythologie. Der Film setzt die wichtigsten Etappen der Perseus-Erzählung in phantasievolle Bilder um und hat dabei ein Auge für stimmige Details […].“

„Die Zeit war leider nicht sehr freundlich zu Ray Harryhausens letztem Werk. Auch wenn die Stop-Motion-Monster ihren unzweifelhaften Charme haben, erreicht der Film nie die Klasse von "Sindbads siebente Reise" oder "Jason und die Argonauten". […] Die Story und die Inszenierung, mit ihrem unentschlossenen Pendeln zwischen trashiger Selbstparodie und Pathos lassen allerdings einiges zu wünschen übrig und machen Kampf der Titanen zu einem der schwächeren Filme des Stop-Motion-Großmeisters.“

## Synchronsprecher
Die Synchronsprecher für die deutsche Fassung:
| - Perseus: Hans-Jürgen Dittberner - Hera: Ute Meinhardt - Zeus: Ernst Wilhelm Borchert - Thetis: Gudrun Genest - Ammon: Friedrich W. Bauschulte - Aphrodite: Almut Eggert | - Acrisius: Karl Schulz - Athene: Marianne Lutz - Calibos: Edgar Ott - Cassiopeia: Renate Danz - Poseidon: Hans Nitschke - Gnom: Hans Mahlau |

## Auszeichnungen
- 1982: Saturn-Award-Nominierung für den besten Fantasyfilm
- 1982: Saturn Award für den besten Nebendarsteller: Burgess Meredith
- 1982: Saturn-Award-Nominierung für die beste Nebendarstellerin: Maggie Smith
- 1982: Saturn-Award-Nominierung für die besten Kostüme: Emma Porteus
- 1982: Saturn-Award-Nominierung für die besten Spezialeffekte: Ray Harryhausen
- 1982: Saturn-Award-Nominierung für die beste Musik: Laurence Rosenthal

## Unterschiede zur griechischen Mythologie
Die Filmhandlung beruht hauptsächlich auf der Perseussage, anders als der Filmtitel Kampf der Titanen vermuten lässt. Damit basiert der Film zwar auf Stoffen der griechischen Mythologie, doch wurden mehrere Sagenelemente verändert oder hinzugedichtet:
- Im Film lernt Perseus die schöne Andromeda kennen und versucht, sie zu ehelichen. Andromedas Mutter Cassiopeia behauptet bei der Vermählung, dass ihre Tochter noch sehr viel schöner sei als die „Göttin“ Thetis, woraufhin diese erzürnt und erwartet, dass nach einer Frist von 30 Tagen Andromeda dem Meeresungeheuer geopfert werden soll. Perseus versucht nun an das Haupt der Medusa zu gelangen, um das Meeresungeheuer zu besiegen. In der griechischen Mythologie nimmt das ganze Geschehen einen anderen Lauf: Perseus bekam schon lange, bevor er Andromeda kennenlernte den Auftrag, das Haupt der Medusa zu beschaffen. Erst auf seinem Heimweg sah er durch Zufall Andromeda, die zu diesem Zeitpunkt bereits an einen Fels gekettet darauf wartete, geopfert zu werden. Der Grund des Opfers war, dass Kassiopeia behauptet hatte, sie (selber) sei viel schöner als die Nereiden. Auf Bitten der beleidigten Meeresnymphen sandte Poseidon das Meeresungeheuer Keto, um das Land zu verwüsten. Perseus besiegte das Ungeheuer (vermutlich nur im Kampf mit dem Schwert und ohne die Hilfe des Hauptes der Medusa) und bekam zum Dank für diese Tat Andromeda zur Frau.
- Thetis ist keine Göttin, sondern als Tochter des Nereus eine der 50 Nereiden und residiert somit nicht auf dem Olymp, wie es im Film dargestellt wird.
- Pegasus, der geflügelte Schimmel, wird im Film als letztes Exemplar der geflügelten Herde des Zeus bezeichnet und dient Perseus als Begleiter in seinen Abenteuern. Tatsächlich ist Pegasus ein Nachkomme des Meeresgottes Poseidon und der Gorgone Medusa und war nicht Begleiter des Perseus, sondern des Bellerophon.
- Der zweiköpfige Hund, der im Film den Tempel der Medusa bewacht und gegen den Perseus kämpfen muss, kommt in der Perseus-Sage nicht vor. Bei ihm handelt es sich um Orthos, den Bruder des Höllenhundes Kerberos. Orthos bewachte die Rinder des Geryoneus auf der Insel Erytheia.
- Die Figur des Calibos, des Sohns der Thetis im Film, und die Ereignisse um ihn sind in der griechischen Mythologie unbekannt. Er ist laut Harryhausen eine Reminiszenz an die Figur des deformierten Hexensohnes Caliban aus Der Sturm von William Shakespeare.
- Die Eule der Athene hat in der griechischen Mythologie keinen Namen. Im Film heißt die Eule Bubo. Ebenso wenig hat Hephaistos eine mechanische Athene-Eule für Perseus angefertigt.